# Fracción soluble en agua
La fracción soluble en agua o FSA (del inglés Water Associated Fraction, WAF) es la solución de hidrocarburos de baja masa molecular que se liberan de forma natural del petróleo cuando se lo mezcla con agua. Aunque el petróleo se considera hidrófobo, y en su mayor parte de su composición lo es, existen también varios hidrocarburos que lo componen que son solubles en agua hasta cierto límite. Esta solución a veces también contiene otras moléculas menos solubles, como componentes de alta masa molecular y otros productos solubles químicos o derivados de la degradación biológica.

## Toxicidad
Los compuestos de baja masa molecular son los aportan la mayor parte de la toxicidad en los derrames de hidrocarburos. En particular, benceno, tolueno, etilo benceno y el xileno(BTEX) son los más estudiados por los estudios ambientales por su capacidad para infiltrarse y afectar a los organismos. Esta capacidad, también influenciada por la volatilidad y reactividad, está afectada por la biodegradación y biorremediación en medios acuosos o en el suelo  debido a su disponibilidad a organismos. Esta disponibilidad, también influido por volatilidad y reactividad, impacta encima biodegradación y biorremediación en agua y entornos de tierra, e incluso el agua freática considerada biodisponible.

## Concentración
La FSA se encuentra en concentraciones mayores en las proximidades del origen del derrame. Los componentes disueltos como el petróleo crudo pueden ser objeto de mecanismos de transporte en la fase acuosa. La identificación de la fuente puede ser problemática si no se tiene las indicaciones visuales que suelen ofrecer las fugas de petróleo. Aun así, con períodos cortos de exposición, el perfil químico de los aceites originales suele estar en gran parte intacto, permitiendo que mediante un análisis químico se pueda proporcionar la identificación y discriminar entre diferentes fuentes de petróleo.

## Disolución
En ambientes acuáticos con agua dulce, la disolución es el fenómeno físico fundamental para la descomposición después de la evaporación. Bajo las mismas condiciones, el índice de disolución es entre el 0,01% y 1% de la tasa de evaporación para alcanos y compuestos aromáticos. Una vez disueltos, estos componentes son los que tienen más facilidad de introducirse en los organismos y por tanto susceptibles a procesos de biodegradación, además de experimentar mayores tasas de degradación química y fotoquímica. Estos componentes representan algunos de los componentes más tóxicos del petróleo debido a su biodisponibilidad incrementada, aunque pueden ver reducida su toxicidad si se asocian en emulsiones o son absorbidas por coloides restringiendo así su capacidad para ser absorbidos por organismos.